# 南西
南西（なんせい）は、方位の一つ。西南（せいなん）ともいう。南と西の中間で、方位角は225°である。反対の方位は北東である。
南北を先にする表し方は西洋からの習慣で、東西を先にする表し方は東洋からの習慣である。現在、日本では南西を、中国では西南を使うことが多い。

## 古方位

古代中国の世界観では天は円形で地は方形と考えられており、西南は方形の四隅（これを四維と呼ぶ）の一つに位置するとされた。
前漢の書籍『淮南子』天文訓では冬至の日に太陽が沈むところが西南維とされている。他の古方位では十二支で未申、八卦で坤で表された。このため日本では十二支の和訓からこの方角のことをひつじさるといい、坤の訓にも当てた。さらに細かく十二支・八卦に十干を交えた二十四方位でも坤が用いられている。